# Woodall Peak
Woodall Peak är en bergstopp i Antarktis. Den ligger i Östantarktis. Nya Zeeland gör anspråk på området. Toppen på Woodall Peak är 762 meter över havet.
Terrängen runt Woodall Peak är bergig. Trakten är obefolkad. Det finns inga samhällen i närheten.